# گونتر وایزن بورن
گونتر وایزن بورن (به آلمانی: Guenther Weisenborn) از نام آورترین داستان نویسان معاصر آلمان است. او در دهم ژوئیه ۱۹۰۲ در فلبرت نوردراین-وستفالن آلمان به دنیا آمد و در ششم مارس ۱۹۶۹ در شهر برلین چشم از جهان فروبست نمایشنامه بسیار معروف «مادر» نوشته مشترک برتولت برشت و وایزن بورن است. وی و برشت دوستی بسیار نزدیک داشته‌اند. او پس از تسلط نازی‌ها بر آلمان به آمریکا کوچ کرد و در سال ۱۹۳۵ خبرنگار یک روزنامه محلی در نیویورک شد. وایزن بورن در سال ۱۹۴۰ دوباره به کارگردانی تئاتر پرداخت و به عنوان نماینده شرکت مترو گلدوین مایر به برلین بازگشت. رمان وایزن بورن به نام «دختری از فانو» در سال ۱۹۴۱ به فیلم درآمد. در سال ۱۹۴۲ گشتاپو او را به دلیل همکاری با ارکستر سرخ دستگیر کرد نه ماه در سلول انفرادی زندان مخوف اشپندائو زندانی شد و بعد روزانه اردوگاه‌های اعمال شاقه موآییت و لوکاو شد. او سه سال در اسارت نازی‌ها به سر برد تا اینکه در سال ۱۹۴۵ با سقوط هیتلر به دست ارتش سرخ آزاد شد. وایزن بورن نه متفکری عقل گرا که نویسنده ای اخلاق گرا بود او همواره برای برپایی صلح می‌کوشید به طوری که در سال ۱۹۵۸ «سرود الهی» را علیه بمب اتمی نوشت «داستان دو مرد» از مشهورترین داستان‌های کوتاه وی است این داستان نخستین بار در سال ۱۹۴۹ در هامبورگ به چاپ رسید